# Andreu Comas Morro
Andreu Comas Morro David (Santa Maria del Camí, Mallorca, 1935 - 2007) va ser un pastor i xeremier mallorquí. Deixeble de mestre Josep Munar Francinet. Formà colla durant molts d'anys amb Antoni Marcé Bestard Xisples.

## Aprenentatge
El pare de n'Andreu, Bernat Comas Morro, descendia de Pòrtol, membre d'una família de pastors i sonadors que de malnom eren Rosseions. La mare, Francesca Morro, era santamariera, filla d'Andreu Morro David o de Son Cosme, xeremier nascut a Consell. En morir joves els pares, als catorze anys es va fer càrrec de la guarda d'ovelles. El seu padrí Andreu havia format colla amb mestre Pep Cabet i amb mestre Pere Bestard Filo. El seu pare feia colla amb mestre Pep Munar Francinet i inflava sovint les xeremies mentre esperava que la llet per formatjar fos presa. El repertori de mestre Pep Munar era immens –arribava a prop de cent peces- i fins a la seva mort, l'any 1978 a 82 anys, sonava de franc allà on el convidaven.

## Els antecedents
La música de n'Andreu Comas es va sustentar sobre una sòlida tradició xeremiera dels pastors de Consell, Santa Maria, Santa Eugènia i Pòrtol. Mestre Pep “Francinet” havia deixat de sonar quan el pare de n'Andreu morí, però veient l'interès que aquest darrer mostrava per les xeremies, va decidir ensenyar-li tot el que sabia. N'Andreu va fer colla amb mestre Pep durant tots aquells anys, sonant arreu de Mallorca i aprenent, alhora, a sonar les xeremies. Quan mestre Pep morí li deixà en herència les seves xeremies, el flabiol i el tamborí, però també li deixà totes les sonades tradicionals que constituïen el seu repertori.
Un altre punt de partida important per a n'Andreu va ser Pere Bestard Filo, que ja havia format colla amb el seu padrí, i el seu germà Bartomeu Bestard. Mestre Pere fabricava xeremies i flabiols. El 1885 va fer un flabiol de granadillo que n'Andreu va comprar a la seva dona per 30 duros, quan tenia quinze anys. N'Andreu hagué de guardar ovelles des de molt prest. Sols tenia 16 anys quan, ja com a colla de xeremiers amb en Antoni Marcé Bestard "Xisples", va fer la seva primera actuació pública amb motiu de l'homenatge multitudinari que la seva vila va retre al ciclista Antoni Gelabert que havia guanyat un Campionat d'Espanya de ciclisme en ruta. Aquell mateix dia n'Andreu i n'Antoni decidiren comprar les xeremies i el flabiol al sen Jaume Vidal Gener, per 100 pessetes el flabiol i 200 pessetes les xeremies. En els anys 50, amb bicicleta -xeremies penjades a l'esquena- anaren a sonar a molts dels pobles de l'illa que ja no tenien colla. Si en temps passats hi havia hagut localitats que tenien més de 4 o 5 colles, ara els xeremiers s'esvaïen de manera ràpida. Els vells sonadors, quasi tots pastors, es trobaven aïllats i a vegades amb dificultats per formar colla al seu propi poble. La manera que tingueren de resistir va ser reunir-se ara i adés a sopar i a sonar: s'ajuntaven persones com en Xesc Turió, es Sastre Vell, en Joan Rosseió, en Noguereta, n'Arnau de Bendinat, en Torà de Calvià, en Baltasar Rigo de Santa Eugènia, en Sebastià de Pina o n'Antoni des Merdans.

## Colles i sonades
Quan n'Antoni Marcé va deixar de sonar el flabiol amb ell, n'Andreu va sonar molt amb en Pep Camps de Son Roca. Josep Camps havia nascut a Son Bosc, a Son Roca, el 1912. Durant molt de temps va anar dos dies per setmana a aprendre amb mestre Pere Filo, amb el qual va formar colla. D'ell en va aprendre tot el repertori: les jotes, les corregudes, el repartiment de coques, sa calistrona, les corregudes antigues, els boleros antics o l'oferta. En morir mestre Pere, en Pep Camps i n'Andreu Comas sonaren plegats alguna vegada. Més tard n'Andreu va sonar amb en Ginyol de Consell. Durant alguns anys n'Andreu anà canviant de colla: sonà molts anys amb Baltasar Rigo i amb en Toni Palou, tots dos de Santa Eugènia, i també amb en Tomeu Camps, germà d'en Pep, de Son Roca. Gràcies a aquestes colles es va mantenir la connexió directa amb la tradició popular de les colles de finals del segle xix i principis del XX.
Mantenir la dignitat de les xeremies era ser conscients d'allò que havien significat durant tant de temps i que ara no es podia desnaturalitzar. Tanmateix, n'Andreu tenia la sensació que allò es perdria sense remei. Però a poc a poc va aparèixer un nou interès per la música popular i per les xeremies. L'any 1978, mentre n'Andreu era encara amb les ovelles, arribaren dos joves de Ciutat, amb moto, que volien aprendre a sonar les xeremies. Aquells dos joves eren en Toni Rubio i en Pep Rotger, que ja formaven la colla xeremiers de sa Calatrava. Després d'ells se n'interessaren d'altres: n'Antoni Artigues Bonet, en Miquel Tugores de Sineu, en Jordi Tomàs (en els seus treballs de recerca per recuperar el sac de gemecs de Catalunya) o en Gori Negre.

## Discografia
- Xeremiers de Santa Maria. Produccions Blau: Palma. Factoria de So, 2001.
- Toni "Xisples" i Andreu "David". Xeremiers de Santa Maria del Camí. Sacdesons, 2016.